# Tilapia bythobathes
Tilapia bythobathes là một loài cá thuộc họ Cichlidae. Nó là loài đặc hữu của Cameroon.